# آباگروتیس
آباگروتیس (نام علمی: Abagrotis) نام یک سرده از تیره شاپرکان جغدی است.